# Melanitis jobina
Melanitis jobina är en fjärilsart som beskrevs av Hans Fruhstorfer 1908. Melanitis jobina ingår i släktet Melanitis och familjen praktfjärilar. Inga underarter finns listade i Catalogue of Life.